# Аргей (міфологія)
А́ргей (грец. Ἀργεύς; також Аргій) — персонажі давньогрецької міфології:
- Аргей — син Лікімнія, зведеного брата Алкмени, матері Геракла. Він загинув, б'ючися на боці Геракла проти ехалійського царя Евріта.
- Аргей — цар Аргоса, син Мегапента і внук Прета, батько Анаксагора, який йому наслідував на троні.